# Список правителей Галицко-Волынского княжества
Ниже приведен список правителей Галицкого и Волынского княжеств:
Князья Галицкие (1124—1349), Волынские (987—1392), короли Руси (1254—1264, 1301—1308, возможно 1323—1340)

## КнязьяГалиции и Волыни до объединения
| Князья Галицкого княжества | Князья Волынского княжества |
| Ростиславичи Галицкие (Первая галицкая династия (из Рюриковичей)) В Теребовле - 1085—1124: Василько Ростиславич (ум. 1124) - 1124—до 1141: Ростислав Василькович (ум. до 1141) В Перемышле - 1085—1092: Рюрик Ростиславич (ум. 1092) - 1092—1124: Володарь Ростиславич (ум. 1124) - 1124—1128: Ростислав Володаревич (ум. 1128) В Звенигороде - 1086—1092: Володарь Ростиславич (ум. 1124) - 1092—1124: Ростислав Володаревич (ум. 1128) - 1124—1129: Владимирко Володаревич (ум. 1153) - 1129—1145: Иван Ростиславич Берладник (ум. 1162) В Галиче - 1124—1141: Иван Василькович (ум. 1141) - 1141—1144: Владимирко Володаревич (ум. 1153) - 1144: Иван Ростиславич Берладник (ум. 1162) - 1144—1153: Владимирко Володаревич (ум. 1153) - 1153—1187: Ярослав Владимирович Осмомысл (ум. 1187) - 1187—1188: Олег Ярославич - 1188: Владимир Ярославич - 1188: Роман Мстиславич - 1188: Андрей (Андраш) Венгерский - 1188—1189: Ростислав Иванович - 1189—1198: Владимир Ярославич (ум. 1198) | - 987—?? (не позже 1008 или 1013): Всеволод Владимирович - 10??—1054: Святослав Ярославич - 1054—1057: Игорь Ярославич - 1057—1064: Ростислав Владимирович Тмутараканский - 1069—1073: Ярополк Изяславич - 1073—1078: Олег Святославич (Гориславич) - 1078—1085: Ярополк Изяславич - 1085—1086: Давыд Игоревич - 1086: Ярополк Изяславич - 1086—1099 Давыд Игоревич (второй раз) - 1099: Мстислав Святополчич - 1099—1100: Давыд Игоревич (третий раз) - 1100—1118: Ярослав Святополчич - 1118—1119: Роман Владимирович - 1119—1135: Андрей Владимирович - 1135—1141: Изяслав Мстиславич - 1141—1146: Святослав Всеволодович (князь киевский) - 1146—1149: Владимир Андреевич Дорогобужский - 1149: Святополк Мстиславич - 1149—1151: Изяслав Мстиславич - 1151—1154: Святополк Мстиславич - 1154—1157: Владимир Мстиславич (князь киевский) - 1157—1170: Мстислав Изяславич - 1170—1188: Роман Мстиславич - 1188: Всеволод Мстиславич Бельзский - 1188—1198: Роман Мстиславич |

## Первое объединениеГалицко-Волынского княжества(1199—1205)
Романовичи:
- Роман Мстиславич Галицкий (1199—1205)

## Политическая раздробленность в Галицко-Волынском княжестве
| Галицкие князья эпохи раздробленности | Волынские князья эпохи раздробленности |
| В Галиче: - Даниил Галицкий (1205—1206) - Владимир Игоревич, князь Новгород-Северский (1206—1208) - Роман Игоревич (1208—1210) - Ростислав Рюрикович (1210) - Роман Игоревич (1210-1211) - Владимир Игоревич (1211) - Даниил Галицкий (1211—1212) - Мстислав Ярославич Немой (1212—1213) - Владислав Кормиличич (1213—1214) - Коломан Венгерский (1214—1215) - Мстислав Мстиславич Удатный (1215, 1219—1227) - Коломан Венгерский (1215—1219) - Андрей Венгерский (1227—1229, 1231—1233) - Даниил Романович Галицкий (1229—1231, 1233—1235) - Михаил Всеволодович (1235—1238) - Ростислав Михайлович Черниговский (1238) В Перемышле: - Святослав Игоревич (1207—1211) В Звенигороде: - Роман Игоревич (1210—1211) | Во Владимире-Волынском: - Святослав Игоревич (1206—1207) - Александр Всеволодович Белзский (1207—1209) - Ингварь Ярославич Луцкий (1209—1210) - Александр Всеволодович Белзский (1210—1215) - Даниил Романович (1215—1238) В Белзе: - Александр Всеволодович (1195—1207, 1209—1210, 1215—1232) - Василько Романович (1207—1211) - Всеволод Всеволодович (1211—1215) В Червне: - Всеволод Всеволодович (1207—1212) В Бресте: - Василько Романович (1208—1210, 1219—1228) В Луцке: См. Луцкое княжество В Пересопнице: См. Пересопницкое княжество В Догоробуже: См. Дорогобужское княжество В Шумске: - Святослав Ингваревич (1220—1223) - Ярослав Ингваревич (1223—1227) |

## ДинастияРомановичей
| Князья Галицкие и короли Руси | Великие князья Волынские в составе Галицко-Волынского королевства |
| - Даниил Галицкий, князь Галицкий и Волынский (1238—1264), великий князь Киевский (1240) , король Руси (1254—1264) - Лев Данилович, князь Галицкий (1264—1301), в т.ч. в соправительстве со Шварном (1264—1269) - Шварн Данилович, князь Холмский, соправитель Льва (1264—1269), великий князь Литовский. - Юрий Львович, князь Галицкий и Волынский, король Руси (1301—1308) - Лев Юрьевич, князь Галицкий, Волынский и всей Руси в соправительстве с Андреем (1308—ок.1323) | - Василько Романович (1238—1269) - Владимир-Иван Василькович (1269—1289) - Мстислав Данилович (1289—после 1292) - Андрей Юрьевич, князь Галицкий, Волынский и всей Руси в соправительстве со Львом (1308—ок.1323) |

## ДинастияПястов
- Юрий-Болеслав Тройденович — князь Галицкий, король Руси[5] (титул указан на обратной стороне печати; сам себя Юрий называл князем и наследником («дедичем») королевства Руси) (1323/1325 — 1340).

## ДинастияГедиминовичей
- Любарт Гедиминович (Дмитрий), литовский князь, князь Галицкий (1340—1349)[6], князь Волынский (1340—1366; 1370—1383)[7]

В 1349 году Галицкое княжество было завоевано Казимиром Великим. В 1376—1377 Любарт ненадолго вернул власть в Галиче, но затем утратил её в пользу короля Людовика Великого (1377).
- Александр Кориатович, князь Волынский, наместник короля Казимира Великого (1366—1370).
- Фёдор Любартович, князь Волынский (1383—1392 (1390?)[8], 1431).
- Свидригайло, князь Волынский (1434—1452).

В 1392 году Волынское княжество отошло к Литве, в 1431 году восстановлено и окончательно ликвидировано в 1452 году. Галицко-Волынское княжество прекратило политическое существование.